# A Doorway to Summer
A Doorway to Summer is het debuutalbum van de Zweedse band Moon Safari. Het album is opgenomen in 2003; de demo's werden eerst voorgelegd aan Tomas Bodin van de The Flower Kings. Moonsafari speelt symfonische rock, maar melodieuzer dan The Flower Kings.

## Musici
- Simon Åkesson – zang, toetsen, waaronder mellotron
- Petter Sandström - zang, wat gitaar en harmonica
- Anthon Johansson – gitaren en zang
- Johan Westerlund – basgitaar en zang
- Tobias Lundgren – slagwerk

## Composities
1. Doorway (11:36)
2. Dance across the ocean (7:30)
3. A sun of your own (9:19)
4. We spin the world (24:52)
5. Beyond the door (6:40)